# Perdiendo el control (canción)
«Perdiendo el control» es una canción de Miguel Mateos/ZAS perteneciente al álbum Rockas vivas, es la primera canción de este álbum que dio el puntapié inicial al lanzamiento a la fama de la banda hacia Estados Unidos.
La canción fue compuesta por Miguel Mateos.

## Significado
La canción trata la historia de una mujer que Miguel Mateos conoció en los años 70 de quien él se encontraba enamorado. Como tuvo varios percances previos en la relación, Miguel sentía la impotencia de no poder conquistarla como quería. En la frase "si te dibujo sin rostro es porque amo tu interior" Miguel quiere decir que en verdad la amaba sin compromiso, no que admiraba su forma de ser solamente.
La canción tuvo un éxito considerable en Venezuela y Panamá en la voz de la cantautora Melissa Griffiths, quien le dio un toque más impersonal y metálico que sumó fuerza a la canción para favorecerla.

## Versión en inglés
Existe una versión en inglés de esta canción que se grabó en especial para el mercado norteamericano pero nunca llegó a concretarse el proyecto de grabar más canciones en inglés.